# Prix Congress
Le Prix Congress est une course hippique de steeple-chase se déroulant au mois de novembre sur l'hippodrome d'Auteuil.
C'est une course de groupe II réservée aux chevaux de 3 ans. Elle se court sur 3 600 mètres. L'allocation pour l'année 2019 est de 200 000 €.

## Palmarès depuis 2005
| Année | Vainqueur           | S/A | Jockey            | Entraîneur             | Propriétaire               | Deuxième           | Troisième           | Temps         |
| ----- | ------------------- | --- | ----------------- | ---------------------- | -------------------------- | ------------------ | ------------------- | ------------- |
| 2019  | Dream Wish          | H.3 | Morgan Regairaz   | Dominique Bressou      | Mme Patrick Papot          | Al Cuarto          | Road Senam          | 4 min 33 s 99 |
| 2018  | Polirico            | H.3 | Kévin Nabet       | François Nicolle       | Jacques Detre              | Goliath du Berlais | Royal Et Tic        | 4 min 23 s 97 |
| 2017  | Echiquier Royal     | H.3 | Jacques Ricou     | Dominique Bressou      | Mme Patrick Papot          | My Way             | Piton des Neiges    | 4 min 13 s 49 |
| 2016  | Edward d'Argent     | H.3 | Kévin Nabet       | Guillaume Macaire      | S.Munir/I.Souede           | Dalko Moriviere    | Dalia Grandchamp    | 4 min 29 s 79 |
| 2015  | Punch Nantais       | H.3 | Bertrand Lestrade | Guillaume Macaire      | D&AS.Allard/F.Turek        | Buddy Banks        | Roi Mage            | 4 min 30 s 53 |
| 2014  | Kobrouk             | H.3 | Kévin Nabet       | Guillaume Macaire      | John-Dawson Cotton         | The Saint James    | Baie des Iles       | 4 min 24 s 98 |
| 2013  | Bébé Star           | H.3 | Vincent Cheminaud | Guillaume Macaire      | S.Szwarc/D.Audouard        | Sundriver          | Nando               | 4 min 39 s 73 |
| 2012  | Sanouva             | H.3 | Jonathan Nattiez  | Jean-Paul Gallorini    | Jean-Louis Berger          | Storm Of Saintly   | Notario Has         | 4 min 51 s 95 |
| 2011  | Roi De Treve        | H.3 | Anthony Lecordier | Guillaume Macaire      | Simon Munir                | Michto             | De Vous A Moi       | 4 min 49 s 83 |
| 2010  | Le Tranquille       | H.3 | David Berra       | François-Marie Cottin  | Jean-Paul Sénéchal         | Singapore Sky      | Tout Rouge          | 4 min 34 s 79 |
| 2009  | Saint Macaire       | H.3 | David Cottin      | Guillaume Macaire      | Mme Patrick Papot          | Allen Voran (GER)  | Ole Companero (GER) | 4 min 30 s 00 |
| 2008  | Miserable           | H.3 | Benoît Gicquel    | Marie-Laeticia Mortier | Jean-Claude Norbert Bignon | Cokydal            | Lady An Co          | 4 min 37 s 00 |
| 2007  | Oculi               | H.3 | Dean Callagher    | François-Marie Cottin  | J.Detre/A.Filliette        | Santa Bamba        | Coco Wood           | 4 min 40 s 00 |
| 2006  | Remember Rose (IRE) | H.3 | Christophe Pieux  | Jean-Paul Gallorini    | Ernst Iten                 | En La Cruz         | Klassical Way       | 4 min 13 s 00 |
| 2005  | Un Nononito         | H.3 | Jacques Ricou     | Guillaume Macaire      | Mme Patrick Papot          | Oh Calin           | Lesoquera           | 4 min 31 s 00 |